# Iranistik

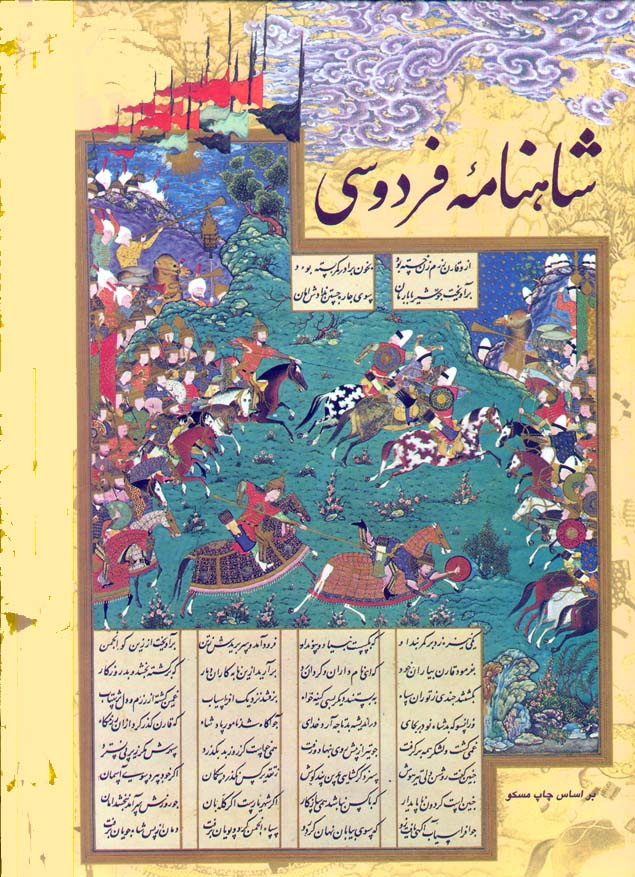
Schāhnāme von Firdausi

Die Iranistik oder Irankunde (auch Iranologie) ist eine interdisziplinäre Kulturwissenschaft im Grenzbereich von Philologie, Kulturanthropologie, Archäologie und Geschichtswissenschaft, die sich mit dem Studium des geistigen und materiellen Kulturgutes der iranischen Völker vom Altertum bis in die Gegenwart (insbesondere die Länder Iran, Afghanistan und Tadschikistan betreffend, daneben auch Teile Aserbaidschans, Armeniens, Georgiens, der Türkei, des Irak, Syriens, Usbekistans, Pakistans und Indiens) beschäftigt. Hierzu zählen die Geschichte, die Literatur, Kunst und Kultur der iranischen Völker. Weiterhin befasst sie sich mit dem Studium der iranischen Sprachen.
Dabei befasst sich die Altiranistik mit den vorislamischen iranischen Kulturen und den früheren Sprachperioden (alt- und mitteliranische Sprachen). Sie weist wesentliche Verbindungen zur Indologie, Indogermanistik und Religionswissenschaft auf. Gegenstand der Neuiranistik sind hingegen die iranische Kultur seit der Islamisierung und vor allem die (neu)persische Sprache. Die heutige Iranistik hat dementsprechend Überschneidungen mit der Islamwissenschaft. Daneben gibt es jeweils eigene Philologien für die iranischen Sprachen Kurdisch (Kurdologie), Ossetisch (Ossetologie) und Paschtu.
Ein Forscher auf dem Gebiet der Iranistik wird als Iranist oder Iranologe bezeichnet.

## Die Iranistik in Europa

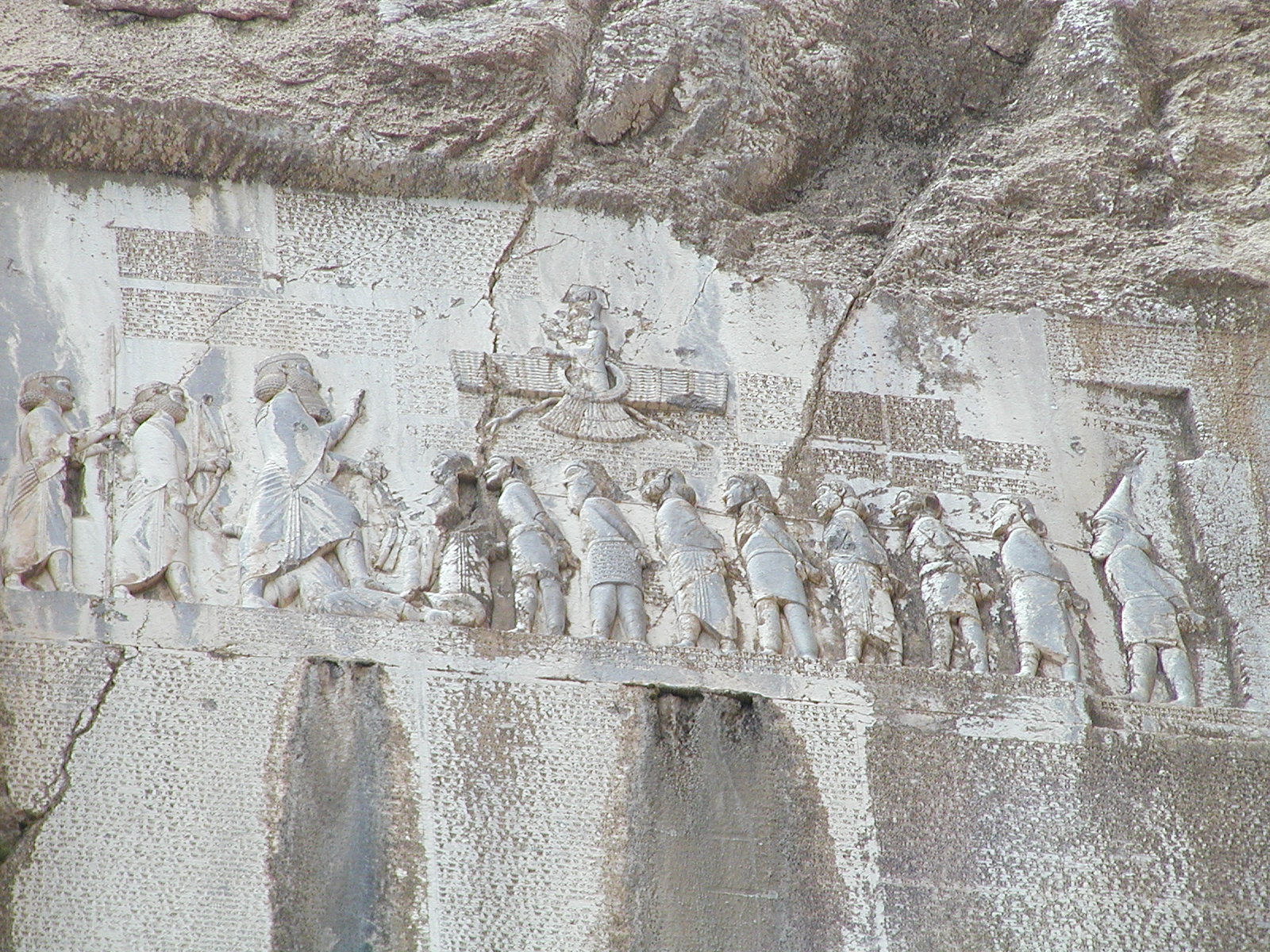
Die Behistun-Inschrift zeigt den Bericht über die Siege des Großkönigs Dareios I. in drei Sprachen. Diese Inschrift war für die Entzifferung der altpersischen Keilschrift zentral.

Erste Auseinandersetzungen mit Geschichte und Kultur Irans setzen seitens europäischer Länder im 17. Jh. ein. Zunächst handelte es sich vor allem um Reiseberichte, die von Gesandten und Kaufleuten, die Iran bereisten, verfasst wurden. Auf Russisch gibt es einen solchen Reisebericht sogar bereits aus dem 15. Jahrhundert. Einer der bekanntesten dieser Reiseberichte ist der von Adam Olearius, der in den Jahren 1635–1639 an den Safawidenhof reiste.

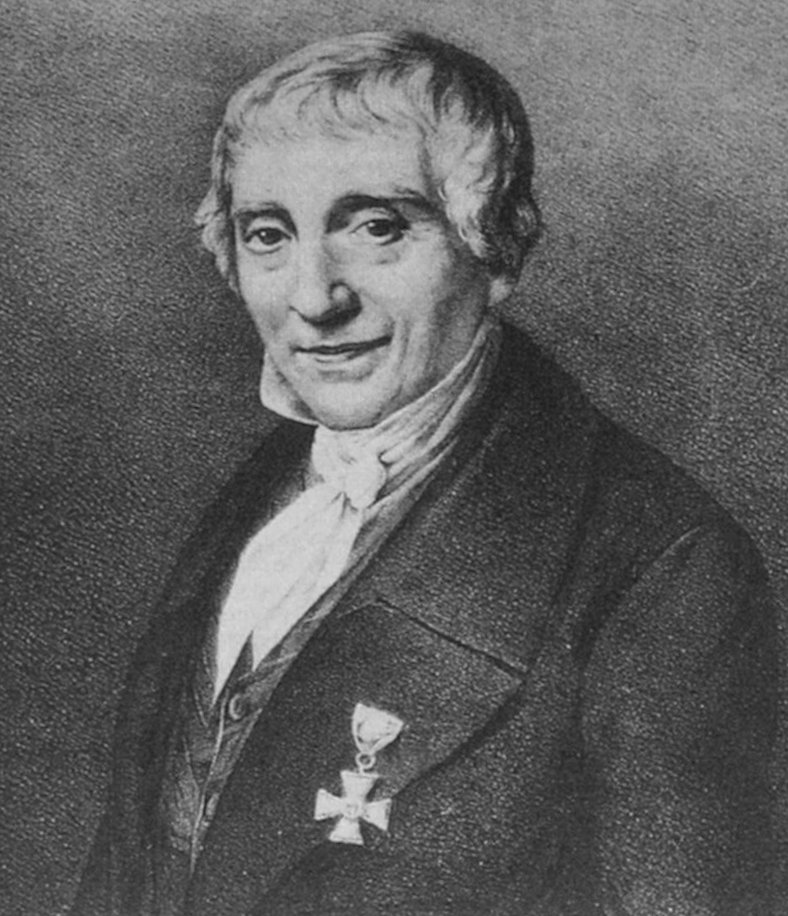
Georg Friedrich Grotefend aus Göttingen, Pionier bei der Entzifferung der altpersischen Keilschrift

Ab der ersten Hälfte des 19. Jahrhunderts entwickelt sich die Iranistik als eine selbständige Disziplin innerhalb der orientbezogenen Forschung. Diese Entwicklung wurde wesentlich dadurch befördert, dass man im späten 18. Jahrhundert erstmals Kenntnis des Avesta erhalten hatte. Zentral für die weitere Auseinandersetzung mit iranischer Geschichte und Kultur wurde das philologische Interesse an den indo-europäischen Sprachen. Einen weiteren wichtigen Schritt stellte die partielle Entzifferung der altpersischen Keilschrift durch den Göttinger Gelehrten Georg Friedrich Grotefend im Jahr 1802 dar.
Persisch wurde ab dem 18. Jahrhundert als gleichwertig mit Arabisch und Türkisch betrachtet und im universitären Rahmen gelehrt. Die Entwicklung in den einzelnen Ländern verlief unterschiedlich. In Deutschland entwickelte sich die Iranistik als Fach zuerst an der Georg-August-Universität Göttingen. Einen wichtigen Bereich der Forschung stellte zunächst die Beschäftigung mit dem vorislamischen Iran dar. Hinzu kam schon bald die Beschäftigung mit Iran in islamischer Zeit. Auch archäologische und kunstgeschichtliche Forschungen spielen bis heute eine Rolle. Heute gibt es in Deutschland das Fach Iranistik an den Universitäten Göttingen, Marburg, Bonn, Köln, Hamburg, Bamberg und an der Freien Universität in Berlin, teilweise als Teil der Islamwissenschaft, mitunter auch mit Arabisch als Zweitsprache.
In Frankreich spielte für den Unterricht des Persischen sowie die Herausbildung einer Iranistik die École spéciale des langues orientales eine zentrale Rolle. Für die Geschichte dieser Institution spielte unter anderem Charles Scheffer eine wichtige Rolle, der dort ab 1857 den Lehrstuhl für Persisch innehatte. Schon früh begannen von französischer Seite außerdem archäologische Forschungen in Iran, die das Feld von 1882 bis zur Einführung des Iranischen Gesetzes über Antiquitäten (Iranian Antiquities Law) 1930 dominierten. In der Publikation Mémoires de la Délégation en Perse veröffentlichten bekannte Exkursionsleiter wie Marcel und Jane Dieulafoy, Jean-Vincent Scheil und Jacques de Morgan ihre Ergebnisse. Heute sind in Frankreich das Institut d’études iraniennes an der Sorbonne sowie der Lehrstuhl für persische Sprache am Institut national des langues et civilisations orientales (INALCO) wichtige Zentren für iranistische Forschung und Lehre.
Die ersten Grabungen in Iran wurden vom Engländer William Loftus zwischen 1851 und 1853 in Susa ausgeführt. In Großbritannien standen am Anfang des Interesses am Persischen die kolonialen Aktivitäten in Indien, wo das Persische bis ins 19. Jahrhundert Staats- und Hofsprache des Mogulreiches war. Als wichtige Figur ist hier vor allem William Jones zu nennen, der insbesondere auf dem Gebiet der iranistischen Philologie Pionierarbeit geleistet hat. Iranistik war zunächst am University College of London angesiedelt, aus dem später die School of Oriental Studies hervorgegangen ist (heute: SOAS University of London). Wichtige Institutionen für die Iranistik befinden sich auch in Cambridge und Oxford.
In Europa befinden sich weitere wichtige Institute für Iranistik an der Universität Leiden sowie an der Österreichischen Akademie der Wissenschaften in Wien. Auch in Venedig und Krakau kann Iranistik studiert werden.
Wertvolle Sammlungen zur iranischen Kultur finden sich im Londoner British Museum, dem Pariser Louvre, der St. Petersburger Eremitage, im Leidener Rijksmuseum van Oudheden und im Pergamonmuseum (Museumsinsel), Berlin.

Wichtige Handschriftensammlungen befinden sich in der British Library in London, der Bibliothèque Nationale in Paris, der Staatsbibliothek in Berlin sowie in St. Petersburg.

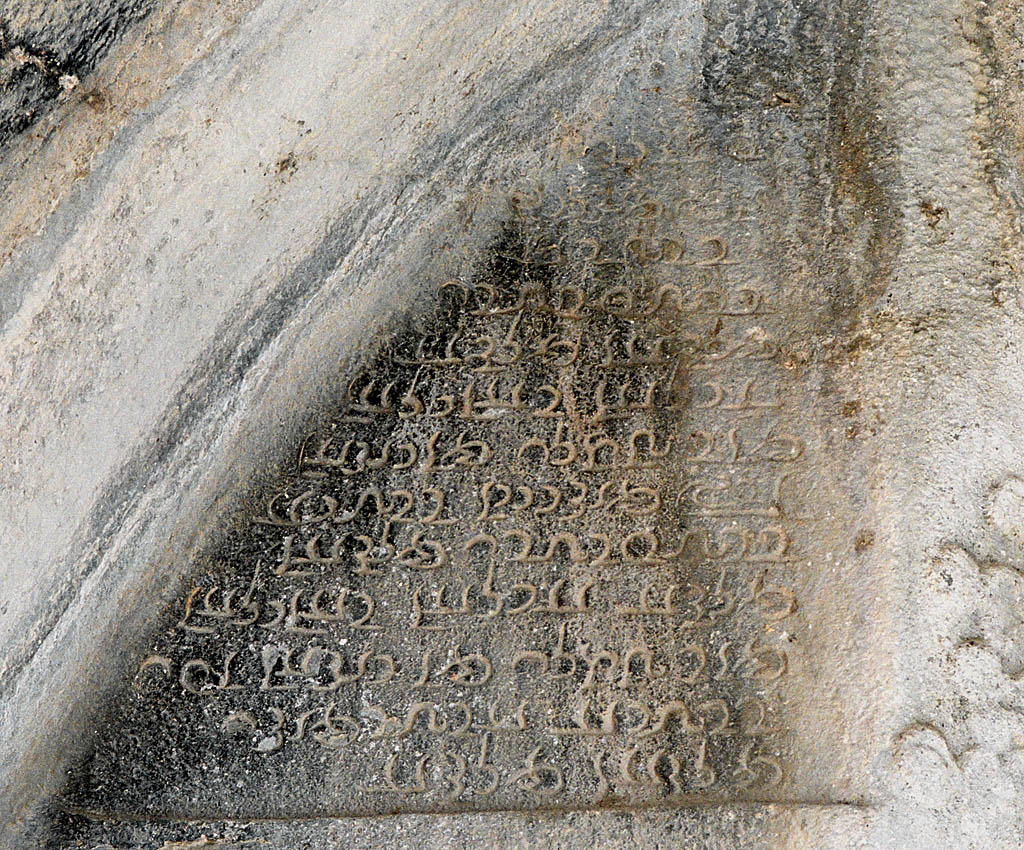
Mittelpersische Inschrift (Pahlavi) Schapurs III., Taq-e Bostan, Kermanschah

### Forschungseinrichtungen zur Iranistik
Im Folgenden eine Liste von europäischen Forschungseinrichtungen der Iranistik:

#### Österreich
- Institut für Sprachwissenschaft – Indogermanistik, Universität Wien
- Institut für Alte Geschichte und Altorientalistik, Universität Innsbruck
- Institut für Iranistik, Österreichische Akademie der Wissenschaften

#### Bulgarien
- Faculty of Classical and Modern Philology, Sofia University / Софийски Университет Св. Климент Охридски
- Centre for Iran, the Balkans and Central European Studies

#### Frankreich
- Institut d’études iraniennes, Sorbonne Nouvelle Paris 3
- Département d’études persanes, Université de Strasbourg
- Département Eurasie, Institut National des Langues et Civilisations Orientales (INaLCO)
- Collège de France, Paris
- École pratique des hautes études
- Centre de recherche sur le monde iranien (CeRMI)
- Département des Arts de l’Islam, Musée du Louvre
- Maison de l’Orient et de la Méditerraneé (MOM), Lyon

#### Deutschland
- Institut für Iranistik, Universität Bamberg
- Seminar für Iranistik, Universität Göttingen
- Freie Universität Berlin
- Universität Hamburg
- Universität Marburg
- Universität Köln
- Institut für den Nahen und Mittleren Osten, Universität München[9]
- Orientalisches Institut, Universität Leipzig[10]
- Turfan Studies, Berlin-Brandenburgische Akademie der Wissenschaften

#### Ungarn
- Faculty of Humanities, Eötvös-Loránd-Universität, Budapest

#### Italien
- Alma mater studiorum, sede di Ravenna, Università di Bologna
- L’Orientale, Universität Neapel
- Universität Pisa
- Università di Roma – La Sapienza
- Università di Venezia – Ca’ Foscari

#### Niederlande
- Universiteit Leiden
- Universiteit Utrecht

#### Polen
- Dept. of Iranian Studies, Jagiellonen-Universität
- Dept. of Iranian Studies, Universität Warschau

#### Rumänien
- Institutul de Istorie a Religiilor, Romanian Academy

#### Russland
- Department of Iranian Philology, Faculty of Asian and African Studies Staatliche Universität Sankt Petersburg
- Department of Iranian Philology, The Institute of Asian and African Studies Lomonossow-Universität Moskau
- Institute for Oriental and Classical Studies, Higher School of Economics, Moskau
- Institute of Oriental Manuscripts, Russische Akademie der Wissenschaften
- Section of Iranian languages, Department of Indo-European languages, Institut für Linguistik der Russischen Akademie der Wissenschaften
- Center for Middle East Studies, Institut für Orientalistik der Russischen Akademie der Wissenschaften
- Oriental Department, Eremitage
- Staatliches Museum des Orients

#### Skandinavische Länder
- Department of Culture Studies and Oriental Languages, Universität Oslo
- Iranian Languages, Universität Uppsala
- Middle Eastern Studies, Universität Kopenhagen

#### Spanien
- Experto Universitario en Lenguas y culturas de India e Irán, Universität Salamanca
- Universität Sevilla
- Seminario de Iranología, Universität Alicante
- Instituto del Próximo Oriente Antiguo, Universität Barcelona

#### Vereinigtes Königreich
- Centre for Iranian Studies, SOAS
- Faculty of Oriental Studies, Universität Oxford
- Faculty of Asian and Middle Eastern Studies, University of Cambridge
- The Cambridge Shahnama Centre for Persian Studies, University of Cambridge
- Institute of Iranian Studies, University of St Andrews
- Islamic and Middle Eastern Studies, University of Edinburgh
- British Institute of Persian Studies
- Ancient India and Iran Trust
- The Royal Asiatic Society of Great Britain and Northern Ireland
- The Institute of Ismaili Studies
- Iran Heritage Foundation[11]

## Die Iranistik in den Vereinigten Staaten
Innerhalb der Vereinigten Staaten trugen vor allem die Harvard University, die Columbia University und die Stanford University zur Vertiefung des Faches bei.
Das Oriental Institute der University of Chicago (seit 2023 Institute for the Study of Ancient Cultures, West Asia & North Africa, kurz ISAC) startete 1931 seine Ausgrabungen in Persepolis. Ernst Herzfeld und Erich Friedrich Schmidt legten in verschiedenen Kampagnen die Ruinen der Achämeniden frei und entdeckten die Verwaltungsarchive von Persepolis. In den 1960er Jahren startete das Institut Ausgrabungen in Tschogha Misch, Tschogha Bonut und Boneh Fazl Ali. Das Institut spielte eine große Rolle bei der Ausbildung von später bekannten Archäologen wie zum Beispiel Ezat Negahban, Frank Hole, Kent Flannery und anderen.
Die Encyclopædia Iranica, eine der umfassendsten Quellen zur iranischen Kultur, wurde an der Columbia University initiiert. Iranisten wie Richard Nelson Frye und Ehsan Yarshater waren an diesem Projekt maßgeblich beteiligt. Es gilt als die genaueste und zuverlässigste Referenz zu Land, Leben, Kultur und Geschichte aller iranischen Völker und deren Zusammenwirken mit anderen Völkern.

## Die Iranistik im modernen Iran
Im modernen Iran setzte ab dem Ende des 19. Jahrhunderts ein großes Interesse an Geschichte und Kultur des eigenen Landes ein; diese Entwicklung entstand parallel zum verstärkten Aufkommen eines iranischen Nationalbewusstseins. In diesem Kontext wurden auch die Werke europäischer Iranisten rezipiert. Das bis heute umfassendste enzyklopädische Wörterbuch der persischen Sprache, das in 15 Bänden erschienene Wörterbuch Dehchodas – Loghat Nāmeh Dehchoda des Linguisten Allameh Ali Akbar Dehchoda, reicht ebenfalls in diese Zeit zurück.
In der gleichen Zeit wurden mehrere archäologische Stätten, darunter Tepe Hissar im Nordosten Irans dem sogenannten tala-shuyi (Goldwaschen) unterzogen. Bei diesem Verfahren wurde fließendes Wasser durch archäologische Fundstätten geleitet, um Objekte aus Metall, Ton und Stein für die Sammlungen der Kadscharen zu filtern. Die gefundenen Gegenstände wurden in einem speziellen Museum in einem der königlichen Paläste in Teheran untergebracht. Die Sammlung förderte die Gründung des Iranischen Nationalmuseums in Teheran im Jahr 1910.
1922 etablierte sich die Gesellschaft für die Bewahrung des kulturellen Erbes (Society for the Preservation of the National Heritage) in Teheran. Das Ziel der Gesellschaft beinhaltete das öffentliche Interesse an antikem Wissen und Kunsthandwerk zu fördern und Altertümer und Kunsthandwerk sowie deren alte Techniken zu erhalten.  Die Gründer der Gesellschaft waren besonders aktiv bei der Veröffentlichung von Berichten über die iranische Vergangenheit, die in der Zeit zwischen den beiden Weltkriegen als Schlüsseltexte im nationalen Lehrplan dienten. Bekannte Bücher stammen von Mohammad Ali Foroughi und Hassan Pirnia.
1929 entstand das Departement für Antiquitäten (Department for Antiquities) mit André Godard als erstem Direktor. André Godard entwarf das Gebäude für das Iran Bastan Museum, das 1937 eröffnet wurde und bis heute als eines von zwei Gebäuden des Iranischen Nationalmuseums zu sehen ist.
Nach der Gründung der Universität Teheran im Jahr 1934 wurden in Iran unter anderem Lehrstühle für persische Literatur, Geschichte und Philologie eingerichtet. Ein besonderes Interesse galt dem vorislamischen Iran und der Archäologie. Die außerhalb Irans unter dem Namen „Iranistik“ zusammengefassten Fachrichtungen sind in Iran folglich in verschiedene Fächer ausdifferenziert. Allerdings gibt es einen Studiengang Iranistik speziell für ausländische Studierende an der Universität Teheran.
Fereidoon Tavallali, einer der ersten Studienabgänger für Archäologie der Universität Teheran, führte Grabungen in Marvdascht durch. Hossein Ravanbod führte die Grabungen in Persepolis weiter, nachdem das Oriental Institute der University of Chicago die Grabungsstätte verlassen hatte. Sein Nachfolger wurde Ali Sami. Weitere bekannte iranische Archäologen waren Ezzatollah Negahban, Yussef Majidzadeh, Sadegh Malek Shahmirzadi, Massoud Azarnoush und Mahmoud Mousavi.
1985 erfolgte die Gründung des Iranian Cultural Heritage, Handicrafts and Tourism Organization (ICHHTO) oder kurz Iranian Cultural Heritage Organisation (ICHO). Die Organisation integrierte verschiedene Institutionen, die bisher selbstständig waren, wie das Iranian Centre for Archaeological Research, das Iranische Nationalmuseum und weitere. Es gründete regionale Niederlassungen und begann, archäologische Stätten vor Plünderungen zu schützen. 2019 wurde die Organisation in ein Ministerium umgewandelt.
2003 wurde das Iranian Center for Archaeological Research (ICAR) unter der Leitung von Massoud Azarnoush reaktiviert und es fanden nach einem längeren Unterbruch wieder Projekte mit internationaler Beteiligung statt. Seit 2000 finden die Symposien International Congress of Young Archaeologists in Iran statt, die Archäologen unter 35 Jahren aus aller Welt eine Tribüne ermöglichten, ihre Arbeiten vorzustellen.
Daneben gibt es einige wichtige Organisationen und Forschungsinstitutionen. Zu nennen sind die Akademie der persischen Sprache und Literatur (Farhangestan), das Institut für Iranistik (Bonyad-e Iran Shenasi) sowie das Center for the Great Islamic Encyclopedia (CGIE). Die Kulturabteilungen der iranischen Botschaften im Ausland bemühen sich in einigen Ländern um einen Austausch mit den Iranisten und iranistischen Instituten in ihrem Gastland, so zum Beispiel das Iran-Haus in Berlin oder das Iran Culture House in New Delhi.

## Weitere Forschungszentren
Forschungsinstitutionen zur Iranistik finden sich in der ganzen Welt. So bestehen beispielsweise neben den bereits genannten in Europa, in den Vereinigten Staaten und in Iran selbst,  weitere in Indien (Mumbai; Iran Society Kolkata), in Israel, in Japan sowie in anderen Ländern.

## Literatur (Auswahl)

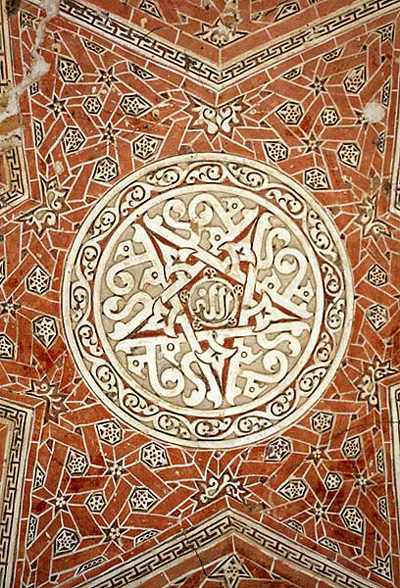
Ornamentale Schriftzüge im Oljaytu-Mausoleum, Soltaniye